# Super Back to the Future Part II
Super Back to the Future Part II (スーパー・バック・トゥ・ザ・フューチャー II?, Sūpā Bakku tu za Fyūchā Tzu) è un videogioco pubblicato per Super Famicom e basato sul film Ritorno al futuro - Parte II. Il videogioco è stato sviluppato dalla Daft e pubblicato dalla Toshiba EMI il 13 luglio 1993 esclusivamente in Giappone.